# Contaminación genética

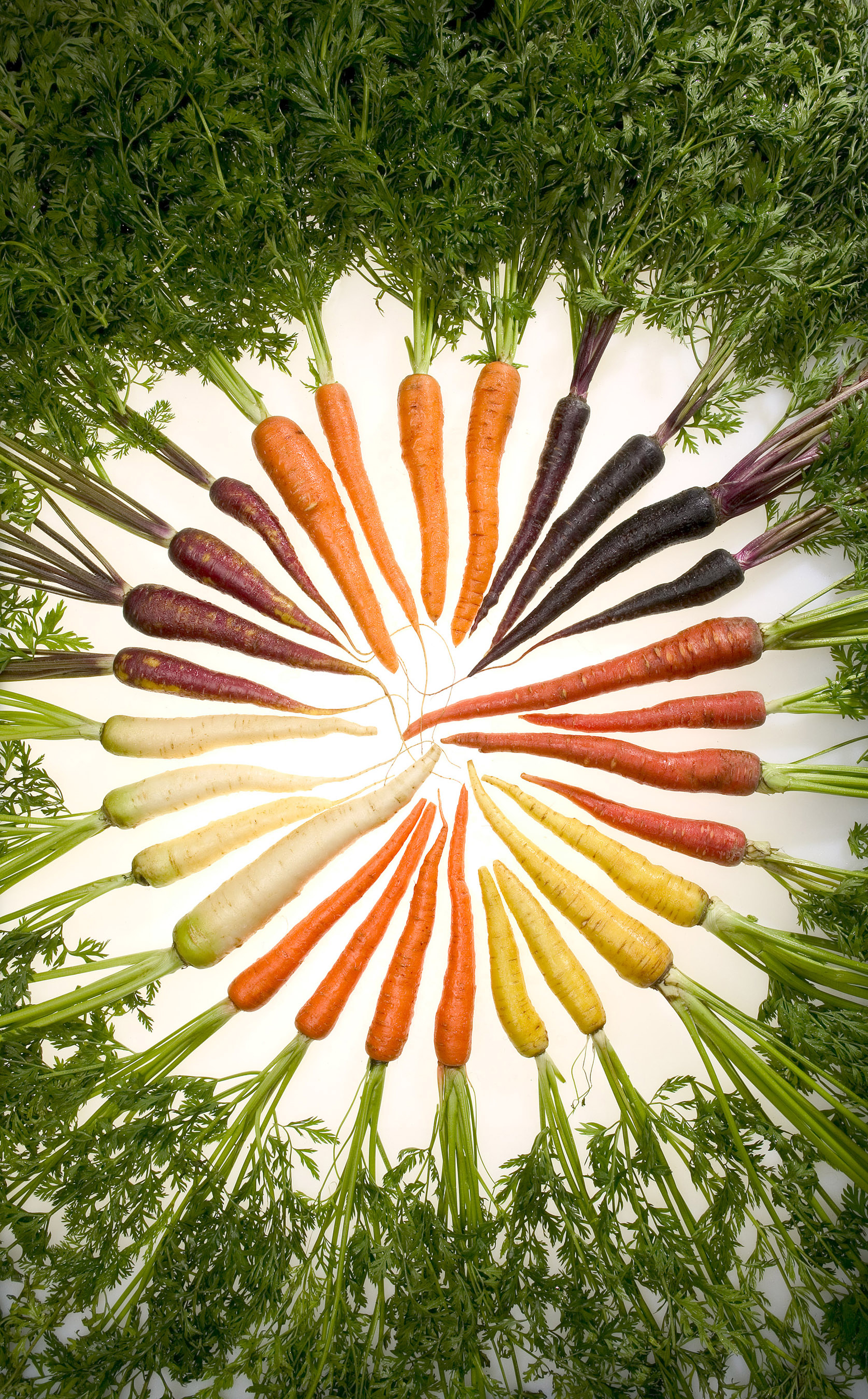
Zanahorias de diferentes colores

La contaminación genética es un controvertido término para describir un flujo genético no controlado hacia una población salvaje. Este flujo genético es indeseable para algunas organizaciones ambientalistas y conservacionistas como Greenpeace, TRAFFIC y GeneWatch UK. Este término se ha usado desde hace varios años por parte de algunas organizaciones ecologistas, así como por biólogos de la conservación, ambientalistas y conservacionistas para describir el flujo de genes (indeseable según sus criterios) desde especies domesticadas, no nativas o asilvestradas hacia poblaciones salvajes autóctonas.
Este flujo de genes se da en plantas mediante la polinización y en animales mediante el apareamiento. Tanto desde organismos genéticamente modificados a otros no modificados, o desde especies invasivas o no nativas hacia poblaciones nativas. El término se ha ampliado últimamente desde su definición original para incluir la transmisión de genes, desde un organismo genéticamente modificado (OGM) a uno no modificado.
La contaminación genética afecta el acervo génico (patrimonio genético) de una población o especie, y puede afectar la biodiversidad genética de una población o especie. Por ejemplo si a los organismos genéricamente modificados (OGM) se les permite reproducirse con organismos no modificados (no-OGM) se producirá la contaminación genética, y como resultado los OGM pueden llevar a los no-OGM a la extinción, sus genes se pueden mezclar y no podrán mostrar sus características, y existen posibilidades de que los no-OGM desarrollen habilidades para tolerar los pesticidas y herbicidas lo que generaría una problemas para los granjeros.

## Ingeniería genética
El término contaminación genética está definido por la Organización para la Alimentación y la Agricultura de Naciones Unidas (FAO) como: 
“Diseminación incontrolada de información genética (que frecuentemente alude a transgenes) hacia genomas de otros organismos que, en su forma natural, no contienen tal información”
En 2004, en un estudio de campo cercano a Oregón, Estados Unidos, utilizando un sembradío con el espécimen Agrostis stolonifera (una variedad de pasto) modificada genéticamente, se demostró que este transgénico y su gen para soportar el herbicida glifosato, podía ser trasmitido mediante la polinización por viento, a otras especies locales nativas de Agrostis sp, a casi 14 km de la prueba.

Las consecuencias de la contaminación genética no están claras y, en general, el impacto en las poblaciones salvajes es poco probable que sea extenso, aunque existen incertidumbres sobre el potencial que tienen los OMG en transferir sus genes a especies salvajes y las consecuencias de esas hipotéticas transferencias.

## Especies invasivas
Los biólogos de la conservación y los conservacionistas vienen usando este término hace tiempo para describir esta misma transmisión de genes, pero desde especies domésticas, invasivas o no nativas, hacia poblaciones nativas.
Por ejemplo TRAFFIC es una agencia internacional de monitorización del comercio de fauna, que controla que el comercio de plantas y animales salvajes no se vuelva una amenaza para la conservación de la naturaleza. Ellos conciencian sobre los efectos dañinos de introducir especies invasivas, que “pueden hibridarse con especies nativas, creando contaminación genética”.

## Efecto sobre especies en peligro de extinción
Comprometer plantas o animales salvajes en peligro de extinción puede tener un significado cierto en el caso relativo a los taxones amenazados con baja población. Un ejemplo es el perro salvaje africano, cuyo estado de conservación está amenazado no solo por la pérdida de hábitat, sino también por la mezcla de genes debida al flujo genético de cánidos domésticos, ya que la población humana está asociada a los perros domésticos y éstos se entrecruzan con especies salvajes, contaminando así el genoma de los perros salvajes africanos.

## Documentales sobre el tema
En el documental "El futuro de la comida", de Deborah Koons Garcia, que trata sobre la industria agroalimentaria (agrobiotecnológicos específicamente), se habla del problema de la contaminación genética y los peligros que acarrea, tanto económicos, (para los granjeros, que tienen cultivos NO genéticamente modificados, y que sufren el riesgo de contaminar su cosecha con el polen de cultivos genéticamente modificados), como ecológicos (como la pérdida de diversidad genética).